# Capgemini Engineering
Capgemini Engineering (appelée Digital Engineering and Manufacturing Services jusqu'en 2021) est une entreprise de conseil en ingénierie. Elle a été fondée en France en 1982 par Alexis Kniazeff et Hubert Martigny.   
En 2018, Altran génère un chiffre d’affaires de 2,916 milliards d’euros. Au 31 décembre 2018, Altran emploie 56 693 salariés à travers le monde. Depuis le 18 juin 2015, l’entreprise est dirigée par Dominique Cerutti.
En avril 2020, Altran devient filiale de Capgemini à la suite d'un OPA amicale et est renommée Capgemini Engineering.

## Histoire

### Origines

Logo entre 2020 et 2021

Alexis Kniazeff et Hubert Martigny fondent en 1982 la société CGS Informatique, spécialisée dans le recrutement de personnel informatique.
Les créateurs ouvrent, en 1987, la société Altran. Celle-ci est introduite en Bourse le 20 octobre 1987. La même année, Altran développe le réseau local embarqué des TGV et permet l’interconnexion des nouvelles rames à d’autres systèmes et réseaux européens. En 1989, Altran rachète Ségur Informatique, une société de simulation et calcul de structures pour l'aérospatiale. En 1992, Altran Conseil est créé pour exécuter des missions dans l’équipement automobile, le nucléaire et l’électronique grand public.

### Expansion en Europe
À partir de 1993, Altran s’implante en Belgique, en Espagne (1994), en Italie, en Suède, en Suisse (1995), en Allemagne et en Grande-Bretagne (1996). En 1997, Altran est présent dans 10 pays.
En 1995, Altran conçoit le pilote embarqué du Météor (ligne 14 du métro de Paris) et développe le système de contrôle d’attitude d’Ariane 5. En 1996, Altran crée IMA, l’institut pour le management Altran et la Fondation Altran pour l'Innovation. En 1998, Altran Technologies déploie un réseau de télécoms au Portugal.

### Acquisitions
En 2002, Altran rachète Cambridge Consultants, société britannique de développement, d'exploitation de brevets et de création de start-ups. La même année, l’entreprise met en place un partenariat avec Renault F1 Team. L’année suivante, Altran participe au projet Solar Impulse en optimisant notamment le plan de vol de l’appareil. En 2004, Altran s’implante en Asie et crée Altran Pr[i]me, une entité spécialisée dans le management de projets d’innovation de large envergure.
En 2012, dans le cadre du Plan de Performance 2012, PSA Peugeot Citroën choisit Altran comme partenaire stratégique. En février 2015, Altran acquiert Nspyre, entreprise néerlandais de R&D.
En juin 2015, Altran et General Electric (GE) annoncent la signature d'un protocole d'accord autour des objets connectés et du Big data pour optimiser la gestion de leurs actifs et leurs processus. En juillet 2015, Altran achète la société indienne SiConTech, une société d'ingénierie en semi-conducteurs. En décembre 2015, Altran annonce l'acquisition de Tessella, entreprise de data science.
En 2016, le groupe acquiert deux autres sociétés américaines : Synapse, entreprise de développement informatique, et Lohika, société d'ingénierie logicielle. Ce déploiement outre-Atlantique est l'un des principaux axes de développement soutenu par Altran dans le plan stratégique Ignition 2020. En octobre 2016, Altran annonce également l'acquisition de Swell, société de services d'ingénierie pour l'industrie automobile basée en République tchèque et de Benteler Engineering, entreprise allemande d’ingénierie pour l’industrie automobile. Dominique Cerutti met également en place plusieurs partenariats stratégiques, notamment avec Divergent, startup américaine qui intègre l'impression 3D à la construction automobile, et l'entreprise chinoise EMG (eMapgo) spécialisée dans le domaine de la cartographie numérique pour l'industrie automobile.
En 2017, Altran rachète Information Risk Management, une entreprise de Cybersécurité basée au Royaume-Uni, et GlobalEdge, une entreprise indienne d'informatique embarquée et d’Internet des objets. En novembre 2017, Altran annonce l'acquisition d'Aricent pour 1,7 milliard d'euros. Cette transaction fait du groupe le leader mondial des services d’ingénierie, recherche et développement, atteignant les objectifs stratégiques du plan “Altran 2020 Ignition” avec deux ans d’avance,. L'acquisition est finalisée le 22 mars 2018 et porte le chiffre d'affaires global du nouvel ensemble à près de 3 milliards d’euros.

#### Acquisition par Capgemini
Le 24 juin 2019, Capgemini et Altran annoncent un accord portant sur l'acquisition du second par le premier pour un montant total de transaction de 3,6 milliards d'euros, prenant en compte la dette financière nette d'Altran d'environ 1,4 milliard d'euros. 
Le 1er avril 2020, l'offre publique d'achat amicale de Capgemini sur Altran est finalisée. Capgemini annonce avoir atteint le seuil de retrait obligatoire de 90 % du capital d'Altran, qui n’est donc plus une société indépendante et a été retirée de la cote au 15 avril 2020,. Pour Dominique Cerutti, PDG d’Altran : « le rachat va donner naissance au leader mondial de l'industrie intelligente au service de la transformation numérique des entreprises ».
En avril 2021, Altran devient Capgemini Engineering.

## Métiers et activités
Chiffre d’affaires par domaine d'activité :
- Conseil en technologie, et en recherche & développement (68,5 %) ;
- Conseil en organisation et en systèmes d'information (31,5 %).

Répartition géographique du chiffre d’affaires : France (43,3 %), Europe (51,6 %) et autres (5,1 %).

## Implantations
Le siège France d’Altran est situé à Velizy (78). Le siège du groupe est situé à Neuilly-sur-Seine. Le Groupe est présent en Belgique, au Canada, en Chine, en Colombie, en Allemagne, en Espagne, en France, en Italie, en Inde, au Luxembourg, en Malaisie, au Mexique, au Maroc, aux Pays-Bas, en Norvège, en Autriche, au Portugal, en Suède, en Suisse, au Moyen-Orient, en Grande-Bretagne, aux États-Unis et en Tunisie depuis Juillet 2017.

## Données financières
| Années                        | 2004  | 2005  | 2006   | 2007   | 2008   | 2009   | 2010   | 2011   | 2012   | 2013  | 2014   | 2015  | 2016   | 2017   | 2018    |
| ----------------------------- | ----- | ----- | ------ | ------ | ------ | ------ | ------ | ------ | ------ | ----- | ------ | ----- | ------ | ------ | ------- |
| Chiffre d'affaires            | 1418  | 1435  | 1495,6 | 1591,4 | 1650,1 | 1403,7 | 1436,6 | 1419,5 | 1455,9 | 1633  | 1756,3 | 1945  | 2120,1 | 2282,2 | 2916,14 |
| Résultats d'exploitation      | 59,2  | 93,2  | 76     | 99,4   | 127    | 31     | 69,1   | 113,1  | 124,9  | 14    | 164,6  | 186   | 219,7  | 246,3  |         |
| Résultats nets part du groupe | 16,9  | 0,2   | 3,8    | 21,6   | 11,4   | - 74,8 | - 26   | - 45,5 | 64,9   | 65,8  | 82,5   | 101   | 122,5  | 139,7  | 165     |
| Fonds propres                 | 319,7 | 347,5 | 382,9  | 397,5  | 503,7  | 459,4  | 446,7  | 406,5  | 469,6  | 653,9 | 710,9  | 794,4 | 862,3  | 891    | 1692    |
| Dettes financières            | 379,4 | 336,9 | 379,9  | 359,5  | 208,3  | -185,3 | 203,4  | 194,9  | 168,5  | 30,3  | 42,4   | 144   | 210    | 351    | 1312    |

### Actionnariat
Actionnaires au 8 janvier 2020
- Capgemini SE	11,43 %
- Elliott International L.P.	8,86 %
- Goldman Sachs Group Inc.	7,06 %
- Barclays Bank Plc	6,19 %
- Bank of America Corporation	5,38 %
- Elliott Capital Advisors L.P	5,27 %
- Société Générale	5,23 %
- JP Morgan Chase & Co	5,12 %
- Credit Suisse Group AG	5,03 %
- Norges Bank	4,72 %
- Select Equity Group, LP	4,25 %
- UBS AG	3,59 %
- Elliott Associates, L.P.	3,26 %
- UBS Switzerland AG	1,70 %
- Autodétention	1,29 %
- The Liverpool Limited Partnership	0,72 %
- UBS Europe SE	0,19 %
- Dirigeants	0,04 %

## Recherche et innovation

### Altran Research
Altran Research, dirigé par Fabrice Mariaud, est le département de Recherche interne d’Altran en France. Les domaines de recherches touchés sont l’e-santé, l’aéronautique et spatial, l’énergie, les systèmes complexes, les transports et la mobilité, l’industrie et les services du futur,. 

### Altran Lab
Altran Lab est un incubateur, un hub d’innovation créé en 2004, spécialisé en management de l’innovation,.

### Actions caritatives
En 1996, Altran créé la Fondation Altran pour l'Innovation.
Altran accompagne le Musée des arts et métiers, le musée du Quai Branly-Jacques Chirac et l’Institut du monde arabe dans leur stratégie numérique (gestion du patrimoine numérique, etc),.

## Condamnations et controverses

### Affaire des déclarations déloyales du chiffre d'affaires
En 2007, cinq dirigeants ou anciens dirigeants d'Altran sont condamnés à des amendes par l'Autorité des marchés financiers pour avoir volontairement gonflé le chiffre d'affaires de l'entreprise de plusieurs dizaines de millions d'euros en 2001 et 2002. Pour ces faits, ils sont sanctionnés à des amendes allant de 500 000 à 1,5 million d'euros.

### Politique de recrutement
À l'issue d'une campagne de testing initiée par le gouvernement français et menée à l'hiver 2018, Altran est soupçonné par le gouvernement de discrimination à l'embauche envers le candidat « présumé maghrébin ». Critiquant la méthodologie de l'enquête, l'entreprise est cependant convoquée en juin 2020 à une journée de formation au secrétariat d'État à l'égalité entre les femmes et les hommes.
En 2018, la société est condamnée à verser dix millions d'euros à 300 de ses ingénieurs pour non-paiement d'heures supplémentaires, par la cour d'appel de Toulouse.
En juin 2020, à la suite d'une étude du ministère du Travail, du ministère du Logement et le secrétariat d’État aux droits des Femmes, la société fait partie d'une liste d'entreprises épinglés par le gouvernement pour présomption de discrimination à l’embauche.